# Feel Flows
Feel Flows è un brano musicale composto da Carl Wilson (musica) e Jack Rieley (testo) per il gruppo pop-rock statunitense The Beach Boys. Inclusa nell'album Surf's Up del 1971, fu una delle prime canzoni scritte da Wilson.

## Descrizione

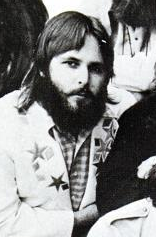
Carl Wilson nel 1971

La traccia base di Feel Flows fu registrata prima che Wilson chiedesse a Rieley di scrivere il testo della canzone. Nel 1971 Wilson spiegò a Rolling Stone come avesse prodotto il suono delle tastiere che si ascolta nel brano:
Interrogato circa la canzone nel 2013, Rieley disse:
La voce solista di Wilson è stata registrata utilizzando l'eco inverso. Sassofono e flauto furono entrambi suonati dal musicista jazz Charles Lloyd, come commentò Mike Love: «È incredibile. È diverso da qualsiasi cosa abbiamo mai fatto».

## Accoglienza
Il biografo Jon Stebbins identificò la canzone come uno dei punti forti di Surf's Up. Egli disse che il testo di Jack Rieley era "senza senso ma si adattava perfettamente all'ariosa canzone jazz-rock di Carl. Gli elementi psichedelici di phasing e sintetizzatore di Feel Flows, fatti su misura per le cuffie di uno sballato, hanno senza dubbio deliziato più di qualche hippy che si è imbattuto nell'LP Surf's Up. [...] Moderno e progressivo come la maggior parte della musica "heavy" nel mondo del rock mainstream del 1971." Al contrario, il biografo Peter Ames Carlin ha criticato il testo definendolo "criptico in maniera impossibile". Jamie Atkins di Record Collector scrisse che, "nonostante il testo goffo", la canzone "rimane sonoramente intrigante, con la leggerezza del tocco e la naturalezza nell'arrangiamento che avevano servito così bene Brian."

## Almost Famous - Quasi famosi

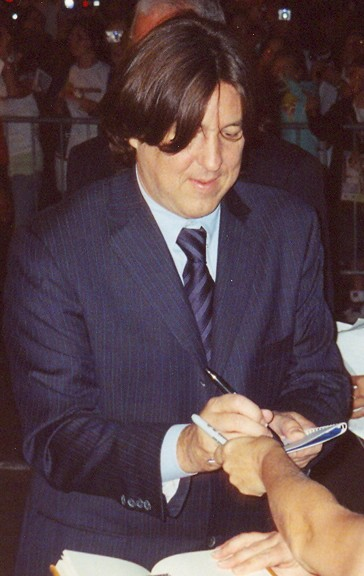
A Cameron Crowe viene attribuito il merito di aver reso popolare la canzone dopo averla inserita nel suo film del 2000 Quasi famosi

Il regista Cameron Crowe utilizzò la canzone due volte nel suo film Quasi famosi del 2000. Si sente per la prima volta durante una scena in cui il protagonista incontra una groupie e riappare infine nei titoli di coda. Crowe citò Feel Flows quale sua canzone preferita dei Beach Boys e spiegò che contiene "la grandezza agrodolce che definisce il gruppo e l'atemporalità che permette ai Beach Boys di svettare su qualsiasi tentativo di classificarli come semplici testimonial dell'esperienza californiana. È l'essenza della promessa mantenuta dei Beach Boys e di tutto ciò che Brian aveva immaginato per il loro percorso creativo". Secondo il biografo Mark Dillon, la canzone ha ricevuto "nuova vita grazie all'esposizione nel film e all'inclusione nella colonna sonora vincitrice del Grammy Award".

## Formazione[9]
The Beach Boys
- Carl Wilson – voce solista e cori, rumori vocali, chitarra elettrica, basso, piano, pianoforti con corde nastrate, organo Baldwin, sintetizzatore Moog, jingle sticks
- Brian Wilson – cori
- Bruce Johnston – cori

Musicisti aggiuntivi
- Stephen W. Desper - programmazione Moog
- Charles Lloyd – sax tenore, flauto
- Diane Rovell - cori
- Jack Rieley - rumori vocali
- Woody Theus – grancassa, jingle sticks
- Marilyn Wilson - cori